# Roman Wójcicki
Roman Mirosław Wojcicki est un footballeur polonais né le 8 janvier 1958 à Nysa.

## Carrière
- 1977-1978 : Odra Opole  Pologne
- 1978-1983 : Śląsk Wrocław  Pologne
- 1983-1986 : Widzew Łódź  Pologne
- 1986-1989 : FC Homburg  Allemagne
- 1989-1993 : Hanovre 96  Allemagne
- 1993–1995 : TSV Havelse 1912  Allemagne

## Palmarès
- 62 sélections et 2 buts avec l'équipe de Pologne entre 1978 et 1989.